# 미국 위문 협회

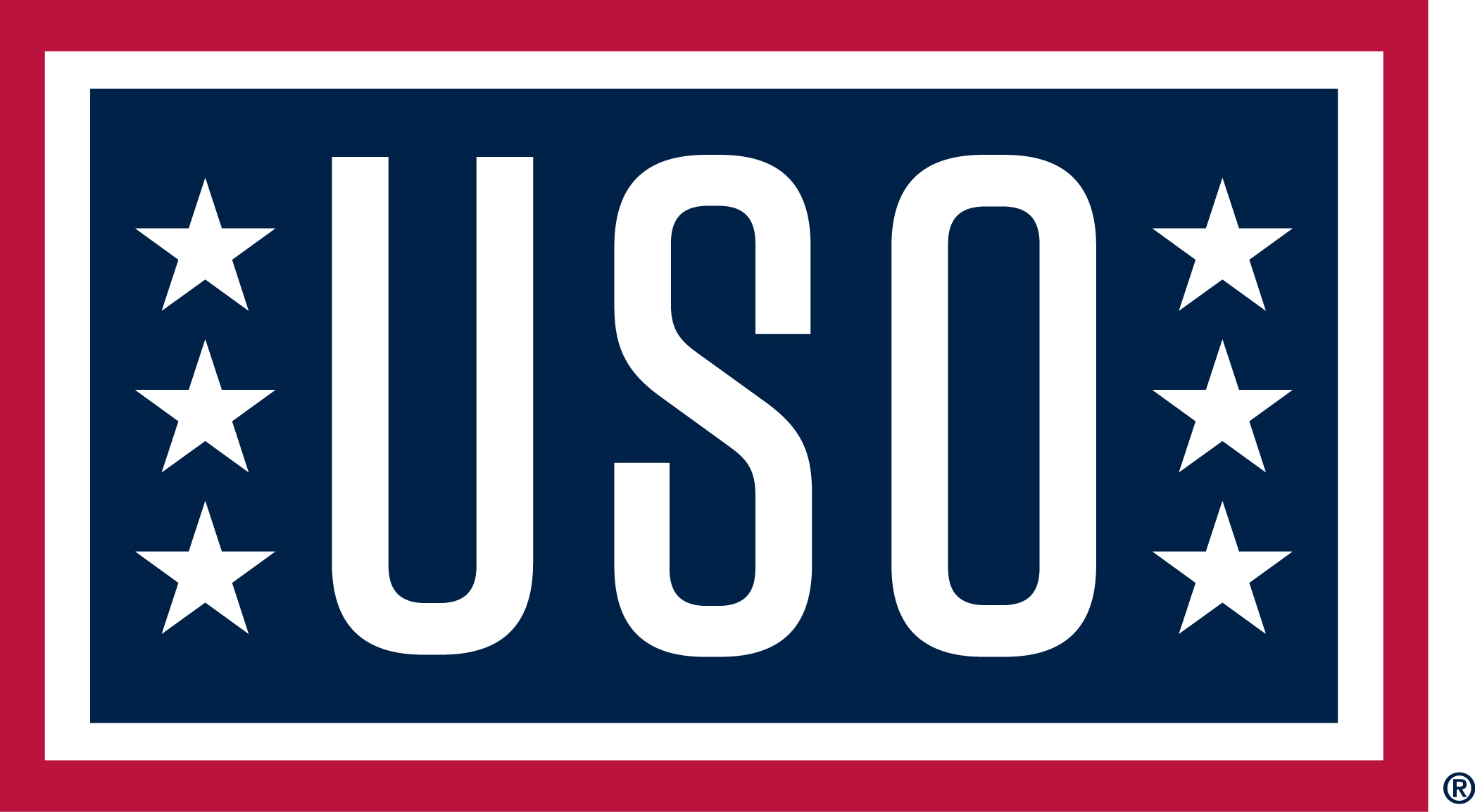
미국 위문 협회의 로고.

미국 위문 협회(United Service Organizations, USO)은 미국의 군사 관련 단체이다. 군인들을 위한 프로그램, 쇼 등을 주최한다.